# Norma (ime)
Norma je žensko osebno ime.

## Različice imena
- ženske oblike imena: Normita
- moške oblike imena: Norman

## Izvor imena
Ime Norma je k nam prišlo iz Italije, kjer je zelo pogosto, razširjrno pa je tudi v Združenem kraljestvu in ZDA. Ime se je uveljavilo po uprizoritvi lirične opere Norma. Ime Norma pa bi se dalo povezati tudi z latinsko besedo norma, ki pomeni »komentar, mera, merilo, pravilo«

## Pogostost imena
- Leta 1994 je bilo v Sloveniji po podatkih iz knjige Leksikon imen Janeza Kebra 70 nosilk imena Norma.
- Po podatkih Statističnega urada Republike Slovenije je bilo na dan 31. decembra 2007 v Sloveniji število ženskih oseb z imenom Norma: 63.[2]

## Znane osebe
- Ameriška filmska igralka Norma Jeane Baker, bolj znana kot Marilyn Monroe
- Ameriško-Kanadska filmska igralka nagrajena z Oskarjem leta 1930 Norma Shearer

## Osebni praznik
Po italijanskem koledarju praznuje Norma god 8. maja.